# 朗普雷里鎮區 (明尼蘇達州托德縣)
朗普雷里鎮區（英語：Long Prairie Township）是位於美國明尼蘇達州托德縣的一個行政鎮區，於1867年設立。

## 地方資料
朗普雷里鎮區的面積為86.29平方千米，當中陸地面積為85.20平方千米，而水域面積為1.09平方千米。根據2020年美國人口普查的數據，當地共有人口884人，而人口密度為每平方千米10.24人。